# Upper Stoke
Upper Stoke is een wijk in Coventry, een stad in het Engelse graafschap West Midlands. In 2001 telde de wijk 17069 inwoners.